# Atriolum robustum
Atriolum robustum är en sjöpungsart som beskrevs av Kott 1983. Atriolum robustum ingår i släktet Atriolum och familjen Diazonidae. Inga underarter finns listade.

## Bildgalleri

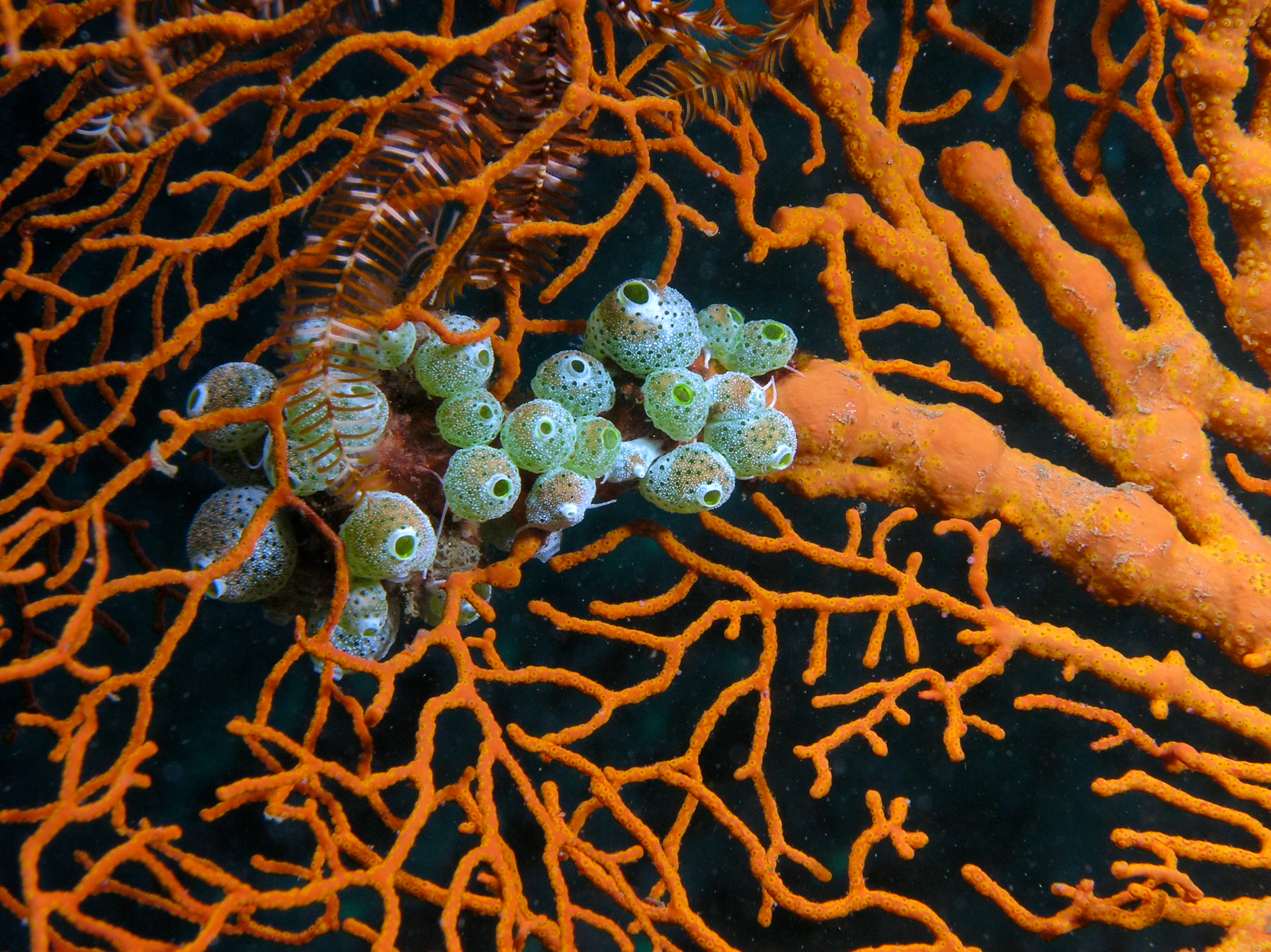
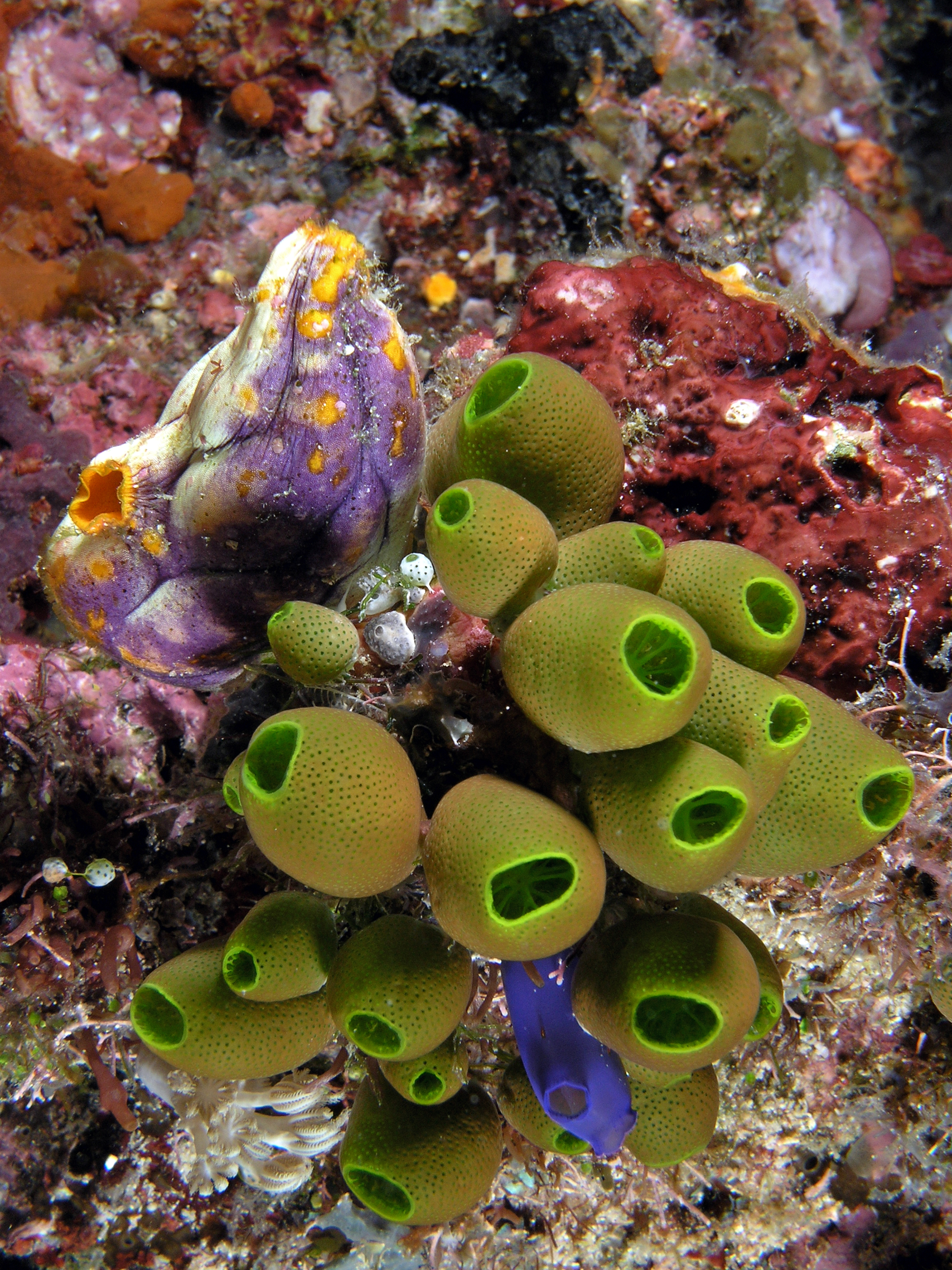